# 小行星6168
小行星6168（6168 Isnello）是一颗围绕太阳公转的小行星。1981年3月5日，亨利·德波鸿诺、喬瓦尼·德·桑蒂斯在拉西拉天文台发现了此天体。
这颗小行星的绝对星等为88.87324等。